# Prodelfinidina B3
Prodelfinidina B3 es una prodelfinidina dimer que se encuentra en los productos alimenticios tales como la cebada la cerveza, en frutas y legumbres. También se puede encontrar en la piel de la granada.
También puede ser sintetizado.